# Applegate (Californie)
Pour les articles homonymes, voir Applegate.
Applegate est une localité américaine située dans le comté de Placer, en Californie.